# Internationale Zeitschrift für Psychoanalyse

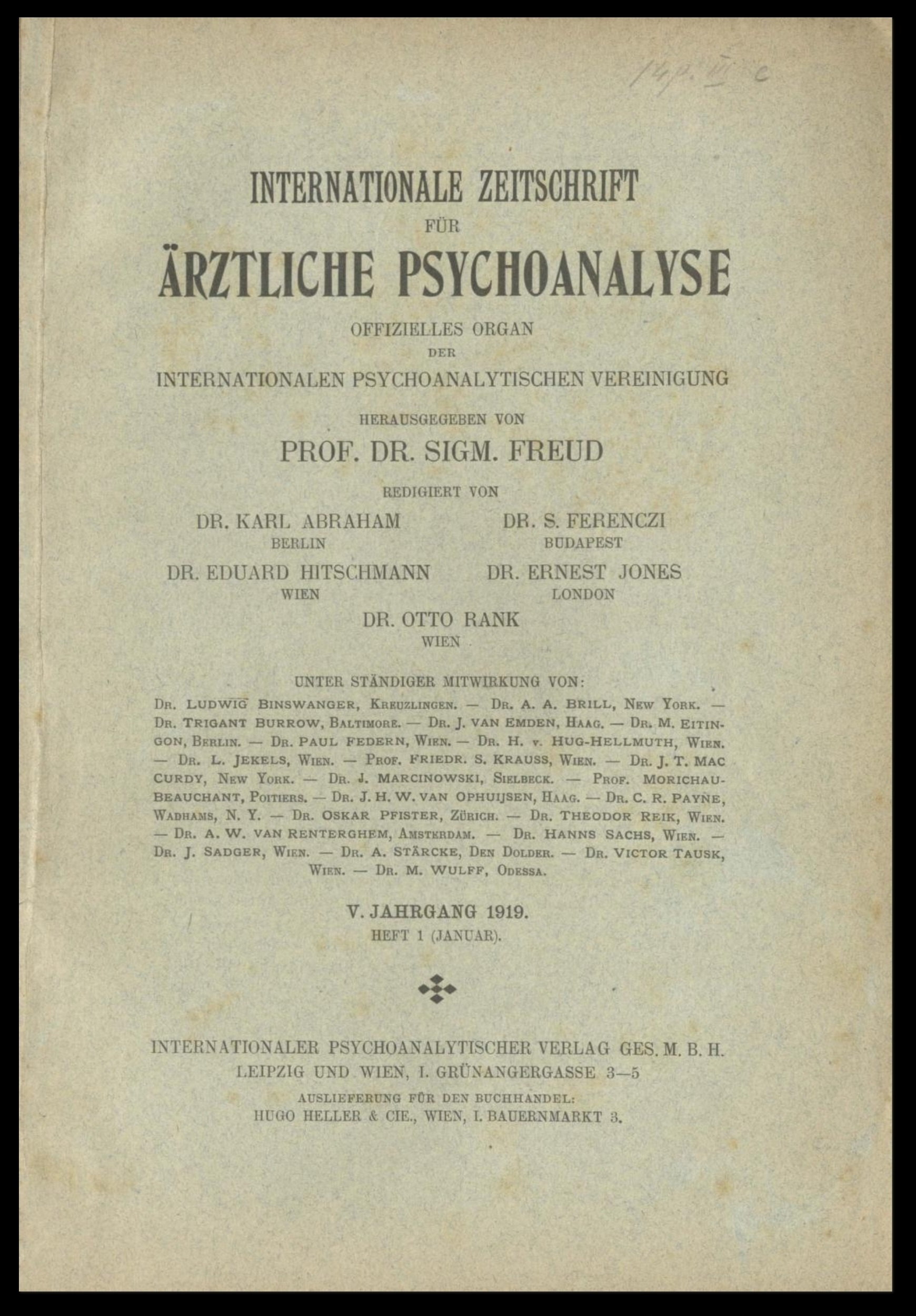
Internationale Zeitschrift für Psychoanalyse, 1919

Die Internationale Zeitschrift für Psychoanalyse war eine psychoanalytische Fachzeitschrift, die von 1913 bis 1937 und von 1939 bis 1941 als Organ der Internationalen Psychoanalytischen Vereinigung (IPA) erschien.
Dem erstmaligen Erscheinen war ein Streit mit Wilhelm Steckel, dem Herausgeber des Zentralblatts für Psychoanalyse, vorausgegangen. Die neue Zeitschrift, die ab 1913 das Zentralblatt als offizielles Organ der IPA ersetzte, wurde von Sigmund Freud gemeinsam mit einem redaktionellen Beirat verantwortet. Dem Beirat gehörten zunächst Sándor Ferenczi, Otto Rank und Ernest Jones an. Verleger wurde Hugo Heller in Leipzig und Wien.
Der Titel lautete in den ersten Jahrgängen (1913 bis 1919) Internationale Zeitschrift für ärztliche Psychoanalyse. Die Gründung war Ausdruck des Bemühens der IPA, sich strikt von anderen psychoanalytischen Schulen abzugrenzen. Sie sollte eine Struktur schaffen für die internationale wissenschaftliche Kommunikation auch außerhalb von Kongressen. Veröffentlicht wurden sowohl klinische als auch theoretische Beiträge, Literaturbesprechungen sowie als fester Bestandteil der Zeitschrift das Korrespondenzblatt der Internationalen Psychoanalytischen Vereinigung.
Nach finanziellen Probleme des Verlags Hugo Heller am Ende des Ersten Weltkriegs wurde 1919 zur Fortsetzung der Veröffentlichungen der Internationale Psychoanalytische Verlag gegründet. Karl Abraham und Eduard Hitschmann traten in den redaktionellen Beirat ein. Der Begriff „ärztliche“ wurde aus dem Titel gestrichen, nachdem zunehmend auch Nichtärzte psychoanalytisch arbeiteten. 1920 wurde Otto Rank als Direktor des Internationalen Psychoanalytischen Verlags Chefredakteur. Nach seiner Auseinandersetzung mit Freud verlor Rank 1924 alle offiziellen Funktionen einschließlich der Zeitschriftenredaktion. 1925 wurden Max Eitingon, Sándor Radó und Sándor Ferenczi neue Chefredakteure.
Inzwischen war auch ein englischsprachiges Pendant erschienen, das International Journal of Psychoanalysis. Artikel wurden in Übersetzungen wechselseitig ausgetauscht.
1938 konnte die Zeitschrift nach der nationalsozialistischen Machtübernahme nicht mehr erscheinen. Von Jahrgang 24 (1939) bis 26 (1941) erschien sie dann im Exil in London, zusammengelegt mit der Zeitschrift Imago, als Internationale Zeitschrift für Psychoanalyse und Imago.